# Юрмияз
Юрмияз (баш. Юрмияҙ — «ивовая поляна») — река в России, протекает по Татышлинскому району Башкортостана. Начинается от родника около деревни Юрмиязбаш. Течёт на юг. Устье реки находится в 3,8 км по правому берегу реки Гаре. Длина реки составляет 12 км.

## Данные водного реестра
По данным государственного водного реестра России относится к Камскому бассейновому округу, водохозяйственный участок реки — Белая от города Бирск и до устья, речной подбассейн реки — Белая. Речной бассейн реки — Кама.
Код объекта в государственном водном реестре — 10010201612111100026145.